# Jassa herdmani
Jassa herdmani är en kräftdjursart som först beskrevs av Walker 1893.  Jassa herdmani ingår i släktet Jassa, och familjen Ischyroceridae. Arten har ej påträffats i Sverige.